# كورنيش ديرة
كورنيش ديرة هو الكورنيش الرئيسي في دبي، يقع في الشمال الشرقي للمدينة، وهو ممشى ومتنزه يطل مباشرة على مياه الخليج. ويمتد حتى خور دبي.
وقّع حمدان بن راشد آل مكتوم - نائب حاكم دبي الحالي - في 23 سبتمبر 1975 على عقد قيمته 25 مليون دولار أمريكي آنذاك، لإنشاء الكورنيش. وتنتشر اليوم مجموعة متنوعة من المناطق التجارية والترفيهية على امتداد كورنيش ديرة، منها التقليدية والعصرية، ويجاور الكورنيش مناطق الضغاية وعيال ناصر وميناء الحمرية، وتشكل كل هذه المناطق معاً جزءاً من منطقة تجارية مركزية تسمى ديرة. ومن المعالم القريبة من كورنيش ديرة سوق السمك والخضراوات وسوق الذهب وسوق البهارات. ويقع فندق حياة ريجنسي دبي على طريق المنخول [الإنجليزية] الموازي للكورنيش.
بدأ مشروع قيمته 1,3 مليار دولار أمريكي سنة 2004 لإعادة تخطيط المنطقة الممتدة من الطرف الغربي لخور الديرة وميناء الحمرية، لإنشاء مساكن وفنادق وبناء جزيرة اصطناعية اسمها نخلة ديرة.
و في عام 2017 تم افتتاح سوق الواجهة البحرية على كورنيش ديرة  ويمتد على مساحة 104,373 قدم مربع و يجمع السوق بين السوق الشعبي و الخدمات العصرية، ويضم  سوق للحوم والأسماك والخضروات والتمور والعسل والتوابل.